# Grad Nidžo
Grad Nidžo (japonsko 二条城, latinizirano: Nidžo-džō) je ravninski grad v Kjotu na Japonskem. Grad sestavljata dva koncentrična obroča (kuruva) utrdb, palača Ninomaru, ruševine palače Honmaru, različne podporne stavbe in več vrtov. Površina gradu je 275.000 kvadratnih metrov (27,5 ha), od tega 8000 kvadratnih metrov zavzemajo stavbe.
Je eden od sedemnajstih zgodovinskih spomenikov starodavnega Kjota, ki jih je UNESCO uvrstil na seznam svetovne dediščine.

## Zgodovina
| #Velika vzhodna vrata (Higaši-Ōte-mon) #Stražarska hiša #Kara-mon #Pristop s častno kočijo #Palača Ninomaru #Kurošoin #Širošoin (šōgun') četrti) #Vrt Ninomaru #Ribnik #Kuhinja #Pripravljalnica obrokov #Skladiščne zgradbe #Soba za počitek #Stranišča | #Južna vrata (Minami-mon) #Češnjev gaj #Slivov gaj #Zahodna vrata (Niši-mon) #Honmaru #Most #Vrt Honmaru #Donjon #Waraku-an (čajnica) #Koun-tei (čajnica) #Velika severna vrata (Kita-Ōte-mon) #Zeleni vrt #Galerija |

]
Leta 1601 je Tokugava Iejasu, ustanovitelj šogunata Tokugava, ukazal vsem fevdalnim gospodom na zahodu Japonske, naj prispevajo h gradnji gradu Nidžo, ki je bil dokončan med vladavino Tokugava Iemicuja leta 1626. Medtem ko so grad gradili, je del zemlje iz delno zapuščenega vrta Šinsenen (prvotno del cesarske palače in na jugu) bil absorbiran, izobilje vode pa je bila uporabljena v grajskih vrtovih in ribnikih. Deli gradu Fušimi, kot sta glavni stolp in karamon, so bili sem prestavljeni v letih 1625–26. Grad Nidžo je bil zgrajen kot kjotska rezidenca šogunov Tokugava. Šogunat Tokugava je Edo uporabljal kot glavno mesto, Kjoto pa je še naprej ostal dom cesarskega dvora. Kjotska cesarska palača je severovzhodno od gradu Nidžo.
V osrednji stolp ali tenšu je leta 1750 udarila strela in je pogorel do tal. Leta 1788 je Notranje krilo uničil mestni požar. Mesto je ostalo prazno, dokler ga leta 1893 ni nadomestila prinčeva rezidenca, prenesena iz kjotske cesarske palače.
Leta 1867 je bila palača Ninomaru v zunanjem krilu oder za izjavo Tokugave Jošinobuja, s katero je oblast vrnil cesarskemu dvoru. Leta 1868 je bil v gradu nameščen cesarski kabinet. Palača je postala cesarska last in je bila razglašena za samostojno palačo. V tem času so povsod, kjer je bilo mogoče, odstranili Tokugavin grb z rožlinom in ga nadomestili s cesarsko krizantemo (Chrysanthemum japonense).
Leta 1939 je bila palača podarjena mestu Kjoto in naslednje leto odprta za javnost. V 21. stoletju so tajfuni občasno povzročili, da so se deli ometa odluščili s sten po izpostavljenosti dežju in vetru.

## Fortifikacija
Grad Nidžo ima dva koncentrična obroča utrdb, vsakega sestavljata zid in širok jarek. Zunanja stena ima troje vrat, notranja pa dvoje. V jugozahodnem kotu notranjega obzidja so temelji petnadstropne utrdbe, ki jo je leta 1750 uničil požar. Notranje obzidje obdaja Notranji oddelek, ki vsebuje palačo Honmaru ("Notranje krilo") z vrtom. Palača Ninomaru ("drugo krilo"), kuhinje, stražarska hiša in več vrtov so v zunanjem krilu, med dvema glavnima obročema utrdb.

## Palača Ninomaru
3300 kvadratnih metrov velika palača Ninomaru (二の丸御殿, Ninomaru Goten) je sestavljena iz petih povezanih ločenih stavb in je skoraj v celoti zgrajena iz pacipres (Chamaecyparis obtusa) Okrasje vključuje razkošne količine zlatih lističev in dovršene lesene rezbarije, namenjene navdušenju obiskovalcev nad močjo in bogastvom šogunov. Drsna vrata in stene vsake sobe krasijo stenske poslikave umetnikov šole Kanō.
Grad je odličen primer družbenega nadzora, ki se manifestira v arhitekturnem prostoru. Obiskovalci nizkega ranga so bili sprejeti v zunanjih krilih Ninomaruja, medtem ko so bili obiskovalci visokega ranga sprejeti v bolj subtilnih notranjih prostorih. Namesto da bi poskušali prikriti vhode v sobe za telesne stražarje (kot je bilo storjeno v mnogih gradovih), so se Tokugava odločili, da jih bodo pokazali na vidnem mestu. Tako je bila konstrukcija namenjena izražanju ustrahovanja in moči obiskovalcem iz obdobja Edo.
V stavbi je več različnih sprejemnih prostorov, pisarn in bivalnih prostorov šoguna, kjer so bile dovoljene le ženske spremljevalke. Ena najbolj osupljivih značilnosti palače Ninomaru so »slavčkova tla« (uguisubari) na hodnikih, ki oddajajo žvrgoleče zvoke, ko se po njih hodi. Nekatere sobe v gradu so vsebovale tudi posebna vrata, kamor se je lahko izmuznil šogunov telesni stražar, da bi ga zaščitil.
Zaporedje sob, ki se začne pri vhodu, je:
- Janagi-no-ma (Vrbja soba),
- Vakamacu-no-ma (soba mladega bora)
- Tozamurai-no-ma (soba za oskrbnike)
- Šikidai-no-ma (sprejemna soba)
- Rōču-no-ma (uradi ministrov)
- Čokuši-no-ma (Cesarska glasniška soba)

Ōhiroma (Velika dvorana) je osrednje jedro palače Ninomaru in je sestavljena iz štirih prostorov:
- Iči-no-ma (prvi veliki zbor)
- Ni-no-ma (drugi veliki senat)
- San-no-ma (tretji veliki senat)
- Jon-no-ma (četrti veliki senat)

kot tudi Muša-kakuši-no-ma (soba telesnih stražarjev) in Sotecu-no-ma (soba japonske praproti in palme).
Zadnji deli so Kurošoin (notranja dvorana za občinstvo) in Širošoin (šogunovi bivalni prostori). Glavni dostop do Ninomaru je skozi karamon, dvorišče in mi-kurumajose ali »pristop s častnimi kočijami«.
- Palača Ninomaru gradu Nidžo
- Zunanji pogled na palačo Ninomaru
- Tokugawa Yoshinobu v Kuroshoinu

## Palača Honmaru
Palača Honmaru (本丸御殿, Honmaru Goten) ima površino 1600 kvadratnih metrov. Kompleks je sestavljen iz štirih delov: bivalnih prostorov, sprejemnih in zabaviščnih prostorov, predsob in kuhinjskega prostora. Različni prostori so povezani s hodniki in dvorišči. Arhitekturni slog je pozno obdobje Edo. Palača prikazuje slike več znanih mojstrov, kot je Kanō Eigaku.
Palača Honmaru je bila prvotno podobna palači Ninomaru. Prvotne strukture so nadomestile sedanje strukture med letoma 1893 in 1894 s premikom enega dela nekdanje palače Kacura znotraj kjotskega cesarskega ograjenega prostora (Kjoto Gjoen, ograjen prostor, ki obdaja kjotsko cesarsko palačo) v notranji del gradu Nidžo, kot del sistematičnega čiščenja zapuščenih rezidenc in palač v cesarskem ograjenem prostoru po selitvi cesarskega dvora v Tokio leta 1869. Na svoji prvotni lokaciji je imela palača 55 stavb, vendar je bil le majhen del prestavljen. Leta 1928 je bil tukaj banket ob ustoličenju cesarja Hirohita.

## Vrtovi
Na območju gradu je več vrtov in nasadov češenj in japonskih sliv. Vrt Ninomaru je zasnoval krajinski arhitekt in čajni mojster Kobori Enšū. Je med dvema glavnima obročema utrdb, poleg istoimenske palače. Na vrtu je velik ribnik s tremi otoki in številni skrbno postavljeni kamni in borovci.
Vrt Seirjū-en je najnovejši del gradu Nidžo. Zgrajen je bil leta 1965 v severnem delu kompleksa kot objekt za sprejem uradnih gostov Kjota in kot prizorišče kulturnih dogodkov. Seirjū-en ima dve čajnici in več kot 1000 skrbno urejenih kamnov.
- Palača Honmaru
- Ribnik vrta Ninomaru
- Vrt Ninomaru, ki meji na palačo Ninomaru
- Vrt Seirju-en